# علوم أساسية (علم نفس)
يشير مصطلح العلوم الأساسية في علم النفس إلى بعض البحوث التي أجريت في مجال علم النفس وتعتبر أكثر «أساسية» من البحوث التي أجريت في التخصصات النفسية التطبيقية، وليس بالضرورة أن يكون لهذه البحوث تطبيق مباشر. وتشمل التخصصات الفرعية لعلم النفس والتي يمكن اعتبار كل منها أحد العلوم الأساسية لعلم النفس: علم النفس البيولوجي، وعلم النفس المعرفي، وعلم النفس العصبي، وما إلى ذلك. وتتميز البحوث في هذه التخصصات الفرعية بالصرامة المنهجية. يهدف الاهتمام بعلم النفس كعلم أساسي إلى فهم القوانين والعمليات التي تكمن وراء السلوك والإدراك والعاطفة. وعلم النفس باعتباره علما أساسي يمثل قاعدة لعلم النفس التطبيقي. على النقيض من ذلك، فإن علم النفس التطبيقي يتضمن تطبيق المبادئ والنظريات النفسية التي تولدت من العلوم النفسية الأساسية؛ وتهدف هذه التطبيقات إلى التغلب على المشاكل أو تعزيز الرفاه في مجالات مثل الصحة العقلية والبدنية والتعليم.

## علم النفس اللاقياسي
علم النفس اللاقياسي هو فرع من علم النفس الذي يهتم بدراسة أنماط اللاقياسية من السلوك والعاطفة والفكر، ويشمل ذلك ما يمكن اعتباره اضطراب عقلي. ويختلف علم النفس اللاقياسي علم النفس السريري، والذي هو مجال تطبيقي لعلم النفس يسعى إلى تقييم وفهم ومعالجة الحالات النفسية. ومع ذلك، فإن مجال علم النفس اللاقياسي يوفر خلفية للعمل السريري. ويستخدم مصطلح علم النفس المرضي في علم النفس اللاقياسي الذي يشير إلى علم الأمراض الكامنة.

## علم النفس البيولوجي
علم النفس البيولوجي (أو علم الأعصاب السلوكي) هو دراسة علمية للقواعد البيولوجية الحاكمة للسلوك والعمليات العقلية. وينظر علماء النفس البيولوجي إلى جميع السلوكيات على أنها معتمدة على الجهاز العصبي، ويدرسون الأساس العصبي للسلوك. هذا هو النهج الذي اتخذ في علم النفس البيولوجي، علم الأعصاب المعرفي، وعلم النفس العصبي. والهدف من علم النفس العصبي هو فهم كيف يرتبط هيكل ووظيفة الدماغ بعمليات سلوكية ونفسية محددة. ويهتم علم النفس العصبي بشكل خاص بإصابات الدماغ في محاولة لفهم الوظيفة النفسية الطبيعية. وغالبا ما يستخدم علماء الأعصاب المعرفي أدوات التصوير العصبي، والتي يمكن أن تساعدهم على مراقبة مناطق الدماغ التي تنشط خلال مهمة معينة.

## علم النفس المعرفي
ينطوي علم النفس المعرفي على دراسة الإدراك، بما في ذلك العمليات العقلية الكامنة وراء الإدراك والتعلم وحل المشاكل، والتفكير، والذاكرة، والانتباه، واللغة، والعاطفة. وقد وضع علم النفس المعرفي الكلاسيكي نموذج أو تصور عن الوظيفة ذهنية، وقد تكون هذا النموذج من مهج الوظائفية وعلم النفس التجريبي.
العلوم الاستعرافية هي مؤسسة بحثية متعددة التخصصات تشمل علماء النفس المعرفي، علماء الأعصاب المعرفي، والذكاء الاصطناعي، وعلماء اللغة، والتفاعل بين الإنسان والحاسوب، علوم عصبية حاسوبية، والمنطق الرياضي وعلم الإنسان. تستخدم النماذج الحاسوبية أحيانا لمحاكاة الظواهر ذات الأهمية، وتوفر النماذج الحاسوبية فرصة لدراسة التنظيم الوظيفي للعقل، في حين أن علم الأعصاب هو أكثر اهتماما بنشاط الدماغ.

## علم النفس التنموي
يهتم علم النفس التنموي بتطور العقل البشري والسلوك البشري على مدى الحياة. , يسعى علماء النفس التنموي إلى فهم كيفية وصول الناس إلى الإدراك والفهم والعمل في الحياة وكيف تتغير هذه العمليات مع تقدمهم في العمر. وقد يركز العلماء على التطور الفكري أو المعرفي أو العصبي أو الاجتماعي أو الأخلاقي. ويستخد الباحثون التنمويون الذين يدرسون الأطفال عدد من أساليب البحث الفريدة، بما في ذلك الملاحظات في البيئات الطبيعية وإشراك الأطفال مباشرة في المهام التجريبية. تشبه بعض المهام التجريبية الألعاب المصممة خصيصا والأنشطة التي تعتبر ممتعة للطفل ومفيدة علميا في نفس الوقت. وقد وضع علماء النفس التنموي أساليب لدراسة العمليات الذهنية للرضع. وبالإضافة إلى دراسة الأطفال، يدرس علماء النفس التنموي أيضا علاقة الشيخوخة بالعمليات العقلية.

## علم النفس التجريبي
يمثل علم النفس التجريبي مدخل منهجيا لعلم النفس بدلا من كونه موضوع محتوى. ويُفسح علم النفس التجريبي المجال لمجموعة متنوعة من المجالات داخل علم النفس، بما في ذلك علم الأعصاب، وعلم النفس التنموي، والإحساس، والإدراك، والانتباه، والتعلم، والذاكرة، والتفكير، واللغة. وهناك أيضا علم النفس الاجتماعي التجريبي. وعلماء النفس التجريبي هم باحثون يستخدمون أساليب تجريبية للمساعدة في اكتشاف العمليات الكامنة وراء السلوك والإدراك.

## علم النفس التطوري
الهدف من علم النفس التطوري هو شرح الصفات النفسية والعمليات مثل الذاكرة، والإدراك، أو اللغة من حيث التكيف الذي نشأ علي مر العصور من التاريخ التطوري للبشر. ويَعتقد أن السمات والعمليات العقلية هي منتجات وظيفية من الطفرات العشوائية والاختيار الطبيعي. وينظر علماء البيولوجيا التطورية إلى الآليات الفسيولوجية، مثل القلب والرئتين والجهاز المناعي، بنفس النظرة. علم النفس التطوري ينطبق نفس التفكير لعلم النفس. ويُقدم علماء النفس التطوري الرأي القائل بأن الكثير من السلوك البشري هو نتيجة تراكمية للتكيفات النفسية التي تطورت لحل المشاكل في بيئات الأجداد البشرية. على سبيل المثال، افترض ستيفن بينكر أن البشر قد ورثوا قدرات عقلية خاصة لتحصيل اللغة، مما يجعل اكتساب اللغة أمرا تلقائيا، في حين أن الإنسان لم يرث أي قدرة مخصوصة من أجل القراءة والكتابة.

## علم النفس الحسابي
يُمثل علم النفس الحسابي نهجا للبحوث النفسية التي تقوم على النمذجة الرياضية للعمليات الإدراكية والمعرفية، والحركية. ويسهم علم النفس الحسابي في وضع قواعد شبيهة بالقانون تتعلق بخصائص التحفيز القابلة للقياس الكمي والسلوك الكمي. ولأن القياس الكمي للسلوك هو أساس علم النفس الرياضي، فإن القياس يُعتبر الموضوع الرئيسي في علم النفس الحسابي. يرتبط علم النفس الحسابي ارتباطا وثيقا بنظرية القياس النفسي. ومع ذلك، فإن علماء القياس النفسي يهتمون إلى حد كبير بالفروق الفردية. على النقيض من ذلك، فإن الاهتمام البؤري لعلم النفس الحسابي هو نماذج معالجة عملية في مجالات مثل الإدراك. ويشارك علم النفس الحسابي بشكل وثيق في نمذجة البيانات التي تم الحصول عليها من النماذج التجريبية، مما يجعله مرتبطا ارتباطا وثيقا بعلم النفس التجريبي وعلم النفس المعرفي.

## علم النفس العصبي
ينطوي علم النفس العصبي على دراسة هيكل ووظيفة الدماغ من حيث صلته بعمليات نفسية محددة وسلوكيات علنية. وتشمل البحوث العصبية دراسات البشر والحيوانات ذوي آفات الدماغ. وقد درس علماء النفس العصبي أيضا النشاط الكهربائي في خلايا الدماغ الفردية (أو مجموعات من الخلايا) في البشر والحيونات الأخري. ويتشارك علم النفس العصبي كثيرا مع علم الأعصاب، وطب الجهاز العصبي، وعلم النفس المعرفي، والعلوم المعرفية.

## علم نفس الشخصية
الهدف من علم نفس الشخصية هو التحقيق في أنماط دائمة من السلوك والفكر، والعاطفة لدي الفرد. ويهتم علماء نفس الشخصية بشكل خاص بالفروق الفردية. وفي إطار علم نفس الشخصية، يحاول المنظرين لنظرية السمات تحليل الشخصية من حيث عدد محدود من الصفات النفسية الرئيسية. ويعتمد هذا النوع من الأبحاث اعتمادا كبيرا على الأساليب الإحصائية. وتفاوت عدد الصفات المقترحة؛ ومع ذلك، فهناك بعض الإجماع حول نظرية مدفوعة تجريبيا تُعرف باسم عناصر الشخصية الخمسة.

## علم الطبيعة النفسية
علم الطبيعة النفسية (الفسيولوجيا النفسية) هو المفهوم المعني بالعلاقة بين المحفزات الجسدية وعلاقاتها الذاتية، أو المشاعر أو الأحاسيس. وتشمل الفسيولوجيا النفسية مجموعة من الأساليب التي يمكن استخدامها في البحوث المتعلقة بالنظم الإدراكية. وتعتمد التطبيقات الحديثة للفسيولوجيا النفسية بشكل كبير على تحليل المراقب المثالي ونظرية الكشف عن الإشارات.

## علم النفس الاجتماعي
ينطوي علم النفس الاجتماعي على دراسة السلوك الاجتماعي والعمليات العقلية التي تتعلق بالسلوك الاجتماعي. ويهتم علم النفس الاجتماعي بكيفية تفكير البشر فيما بينهم وكيفية ارتباطهم ببعضهم البعض. ويدرس علماء النفس الاجتماعي موضوعات مثل التأثيرات الاجتماعية على السلوك الفردي (مثل امتثال (علم نفس) والإقناع)، وتشكيل المعتقدات، والمواقف، والقوالب النمطية. ويدمج الاستعراف الاجتماعي كلا من علم النفس الاجتماعي والمعرفي من أجل المساعدة في اكتشاف كيفية تعامل البشر، وتذكرهم، وتشويه المعلومات الاجتماعية. وتٌعتبر البحوث المتعلقة بديناميات الجماعة ذات صلة بفهم طبيعة القيادة والتواصل.